# Uauá (kommun)
Uauá är en kommun i Brasilien.   Den ligger i delstaten Bahia, i den östra delen av landet, 1 200 km nordost om huvudstaden Brasília. Antalet invånare är 24 302.
Följande samhällen finns i Uauá:
- Uauá

Omgivningarna runt Uauá är huvudsakligen savann. Runt Uauá är det mycket glesbefolkat, med 6 invånare per kvadratkilometer.